# Senat von South Dakota

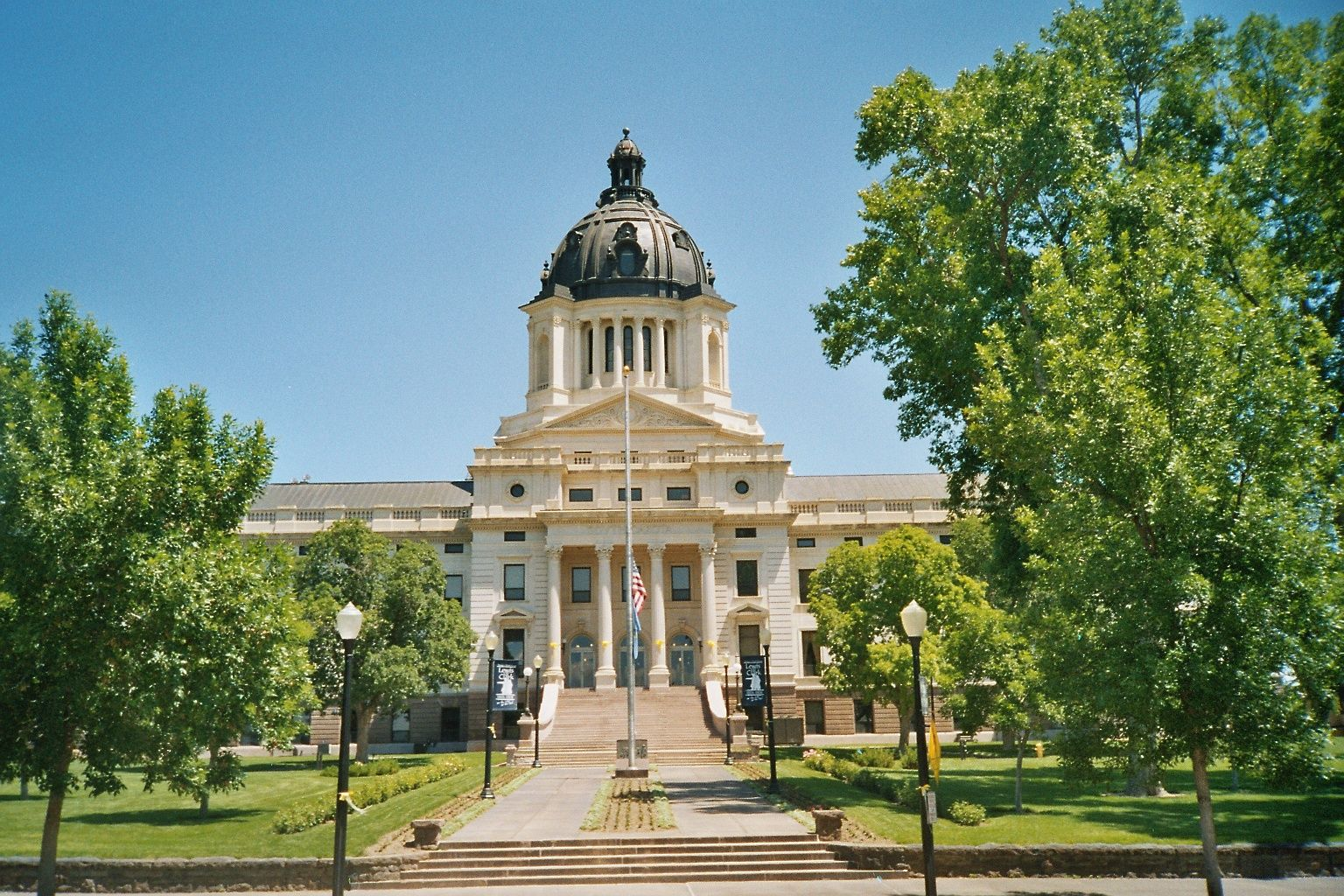
South Dakota State Capitol

Der Senat von South Dakota (South Dakota State Senate) ist das Oberhaus der South Dakota State Legislature, der Legislative des US-Bundesstaates South Dakota.
Die Parlamentskammer setzt sich aus 35 Senatoren zusammen, die jeweils einen Wahldistrikt repräsentieren. Die Senatoren werden jeweils für vierjährige Amtszeiten gewählt; eine Beschränkung der Amtszeiten existiert nicht. Der Sitzungssaal des Senats befindet sich gemeinsam mit dem Repräsentantenhaus im South Dakota State Capitol in der Hauptstadt Pierre.

## Aufgaben des Senats
Wie in den Oberhäusern anderer Bundesstaaten und Territorien sowie im US-Senat fallen dem Senat von South Dakota im Vergleich zum Repräsentantenhaus spezielle Aufgaben zu, die über die Gesetzgebung hinausgehen. So obliegt es dem Senat, Nominierungen des Gouverneurs in dessen Kabinett, weitere Ämter der Exekutive sowie Kommissionen und Behörden zu bestätigen oder zurückzuweisen.

## Struktur der Kammer
Präsident des Senats ist der jeweils amtierende Vizegouverneur. An Abstimmungen nimmt er nur teil, um bei Pattsituationen eine Entscheidung herbeizuführen. In Abwesenheit des Vizegouverneurs steht der jeweilige Präsident pro tempore den Plenarsitzungen vor. Dieser wird von der Mehrheitsfraktion des Senats gewählt und später durch die Kammer bestätigt. Derzeitiger Vizegouverneur und Senatspräsident ist der Republikaner Larry Rhoden, Präsident pro tempore der Republikaner Lee Schoenbeck aus Watertown.
Zum Mehrheitsführer (Majority leader) der Republikaner wurde Casey Crabtree aus Madison gewählt; Oppositionsführer (Minority leader) ist der Demokrat Reynold Nesiba aus Sioux Falls. Außerdem werden von jeder Partei eine Anzahl an Whips ausgewählt, um die Fraktionsführer (Floor Leaders) bei den entsprechenden Fraktionssitzungen zu unterstützen.

## Zusammensetzung nach der Wahl im Jahr 2022
| Partei | Partei                 | Abgeordnete |
| ------ | ---------------------- | ----------- |
|        | Republikanische Partei | 31          |
|        | Demokratische Partei   | 4           |
| Summe  | Summe                  | 35          |